# Suore della carità di Namur
Le Suore della Carità di Namur (in francese Sœurs de la Charité de Namur) sono un istituto religioso femminile di diritto pontificio: le suore di questa congregazione pospongono al loro nome le sigla S.d.l.C.

## Storia
La congregazione venne fondata nel 1732 a Namur dalla vedova Marie-Martine Rigaux, con l'aiuto del cappuccino Bonaventura da Lussemburgo e con il consenso dell'imperatore Carlo VI, che ne approvò gli statuti con patenti dell'11 agosto 1733.
Napoleone Bonaparte, che nel 1805 aveva posto tutte le congregazioni di suore di Carità sotto la protezione di sua madre, riconobbe civilmente la compagnia di Namur con decreto dell'8 novembre 1810.
In seguito i regolamenti della compagnia vennero rivisti dai gesuiti e nel 1869 le suore iniziarono a emettere i voti di religione, trasformando il loro sodalizio in congregazione religiosa: la comunità di Namur, che fino ad allora era stata la sola dell'istituto, iniziò a fondare filiali in varie diocesi del Belgio e, a partire dal 1922, anche nel Congo.
La congregazione ricevette il pontificio decreto di lode il 27 gennaio 1930 e le sue costituzioni vennero approvate definitivamente dalla Santa Sede il 18 giugno 1837.

## Attività e diffusione
Le finalità dell'istituto sono l'istruzione della gioventù e l'assistenza ad anziani e ammalati, anche a domicilio.
La congregazione è presente in Belgio, Brasile, Canada, Repubblica Democratica del Congo, Italia e Spagna; la sede generalizia è in rue du Belvédère a Namur.
Alla fine del 2008 la congregazione contava 222 religiose in 27 case.